# Mary (Bertolf)
Mary is een single van Bertolf. Het is de eerste single afkomstig van zijn album Bertolf, Credo zou de volgende zijn.
In het lied vraagt Bertolf aan de overleden moeder van zijn vriendin of hij haar mag huwen.

## Hitnotering
Ondanks dat een aantal diskjockeys van 3FM hevig ontroerd raakten van een live-uitvoering van dit lied, kocht slechts een aantal mensen deze single. De Nederlandse Top 40 werd bijvoorbeeld niet bereikt, noch was er succes in België.

### NederlandseSingle Top 100
| Positie: | 94 | 49 | 87 | 100 | uit |

### NPO Radio 2 Top 2000
Mary stond alleen in 2012 in de NPO Radio 2 Top 2000, op plek 1737.